# Katarina Zell
Katarina Zell, folkbokförd Pia Berit Katharina Zell Strandberg, född Granlund 14 maj 1951 i Ystad, svensk skådespelare. Hon har under många år varit engagerad vid Helsingborgs stadsteater.
Zell studerade vid Statens scenskola i Malmö. Hon var 1973 till 1985 gift med skådespelaren Christian Zell, med vilken hon fick sonen Peter Zell 1973. Hon var sedan gift med Mikael Strandberg från 1991 till hans död 2000. Tillsammans med honom fick hon en dotter 1990.

## Filmografi
- 1988 – Postmästarfrun från Hörby (TV)

## Teater

### Roller (ej komplett)
| År   | Roll             | Produktion | Regi                    | Teater                   |
| ---- | ---------------- | --- | ----------------------- | ------------------------ |
| 1978 |                  | Den feruketansvärda semällen Staffan Göthe | Torbjörn Astner         | Malmö stadsteater        |
| 1979 |                  | Romeo och Julia (The Tragedy of Romeo and Juliet) William Shakespeare                                                                             | Lennart Olsson          | Malmö stadsteater        |
| 1983 | Elisa            | Med slöja och svärd Birgit Hageby | Karin Parrot            | Helsingborgs stadsteater |
| 1984 | Lulu             | Lulu Frank Wedekind | Hans Polster            | Helsingborgs stadsteater |
| 1984 | Belinda Blair    | Kaos på teatern (Noises Off) Michael Frayn | Palle Granditsky        | Helsingborgs stadsteater |
| 1984 |                  | Diktarens Frida eller Träffas säkrast i hjärtat Hans Granlid                                                                                      | Evan Storm Stina Ancker | Helsingborgs stadsteater |
| 1985 | Lova             | Panik i Rölleby Anna Bondestam | Bengt Ahlfors           | Helsingborgs stadsteater |
| 1985 | Grevinnan        | Figaros bröllop (La Folle Journée, ou Le Mariage de Figaro) Pierre de Beaumarchais                                                                | Hans Polster            | Helsingborgs stadsteater |
| 1985 | Amalia Vita frun | Advent August Strindberg | Lars Svenson            | Helsingborgs stadsteater |
| 1986 | Thelma           | Ett nät av lögner (Pack of Lies) Hugh Whitemore                                                                                                   | Hans Polster            | Helsingborgs stadsteater |
| 1986 | Emilie           | De båda sömngångarna eller Det nödvändiga och det överflödiga (Die beiden Nachtwandlern, oder das Notwendige und das Überflüssige) Johann Nestroy | Hans Polster            | Helsingborgs stadsteater |
| 1987 | Dahlia           | Tystnad Tagning! (הפלשתינאית, Ha-Palestinait) Joshua Sobol                                                                                        | Gunilla Berg            | Helsingborgs stadsteater |
| 1987 | Lipotjka         | Konkursen (Банкрот, Bankrut) Aleksandr Ostrovskij                                                                                                 | Palle Granditsky        | Helsingborgs stadsteater |
| 1987 | Mrs. Aouda       | Jorden runt på 80 dagar (Le Tour du monde en quatre-vingts jours) Jules Verne                                                                     | Bengt Ahlfors           | Helsingborgs stadsteater |
| 1987 | Emilie           | Den politiske kocken August Blanche | Palle Granditsky        | Helsingborgs stadsteater |
| 1987 | Charlotte        | Hittebarnet August Blanche | Palle Granditsky        | Helsingborgs stadsteater |
| 1988 | Catherine        | Panget (The Foreigner) Larry Shue | Lars Svenson            | Helsingborgs stadsteater |
| 1988 | Goneril          | Kung Lear (King Lear) William Shakespeare | Anita Blom              | Helsingborgs stadsteater |
| 1989 | Anita            | En familjeaffär (A Small Family Business) Alan Ayckbourn                                                                                          | Herman Ahlsell          | Helsingborgs stadsteater |
| 1989 | Heliga Birgitta  | Heliga Birgittas farliga lekar Johanna Enckell | Anita Blom              | Helsingborgs stadsteater |
| 1991 | Felicia          | Omaka par (The Odd Couple) Neil Simon | Arne Strömgren          | Helsingborgs stadsteater |
| 2004 | Kristin          | Frk. Julie August Strindberg | Göran Stangertz         | Helsingborgs stadsteater |